# Fishing with Spinoza
Fishing with Spinoza er en dansk animationsfilm fra 2007, der er instrueret af John Kenn Mortensen.

## Handling
Filmen handler om to venner, Jude og Ruby, som fisker i håb om at fange den legendariske fisk Moby. For at få ventetiden til at gå begynder de to venner at tale om Ernest Hemingway og om filmen Vilde hjerter.